# Eduard Willeke
Eduard Heinrich Wilhelm Willeke (* 16. März 1899 in Münster; † 25. August 1974 in Wiesloch) war ein deutscher Sozial- und Wirtschaftswissenschaftler.

## Ausbildung
Der Kaufmannssohn absolvierte nach dem Abitur von 1919 bis 1923 ein Studium der Nationalökonomie, Rechtswissenschaft und Philosophie an den Universitäten Freiburg im Breisgau, Münster und Berlin, das er im November 1923 mit der Promotion zum Dr. rer. pol. abschloss (Referent: Johann Plenge; Koreferent: Hans Teschemacher). Anschließend war Willeke als wissenschaftlicher Hilfsarbeiter bei der Westfälischen Landesbank tätig und ab 1924 als Geschäftsführer der Westfälischen Verwaltungsakademie, die der Universität Münster angegliedert war. Von 1925 bis 1933 war er Assistent am Seminar für Arbeitsvermittlung und Berufsberatung der Universität Münster. In Münster entstanden enge Kontakte zu Wilhelm Kromphardt und Erich Gutenberg.
Karl-Heinz Schmidt urteilte über Willekes Aufsatz zur "Arbeitsmarktgestaltung unter dem Einfluss der wirtschaftsräumlichen Dezentralisation" (1930), dass er "eher den Untersuchungen der Jüngeren und Jüngsten Historischen Schule und der empirischen Wirtschaftsforschung als der Raumwirtschaftstheorie" gefolgt sei. Dennoch habe er einen wichtigen Schritt in Richtung einer wirtschaftlichen Raumordnung unternommen.
1926 habilitierte sich Willeke bei dem Soziologen Johann Plenge und erhielt im Februar 1933 einen Lehrauftrag für Sozialwissenschaften an der Universität Münster.

## Wirken im Nationalsozialismus
Zum 1. Mai 1937 trat Willeke der NSDAP bei und gehörte auch der SA an. Ab dem Februar 1938 vertrat er den Lehrstuhl für „praktische Nationalökonomie“ in Gießen, wo er bereits in der Raumforschung wirkte und mit über 25.000 Reichsmark durch die Reichsarbeitsgemeinschaft für Raumforschung (RAG) stark gefördert wurde. Willeke gehörte damit in der Vorkriegszeit zu den am stärksten durch die RAG geförderten Wissenschaftlern. Auf der großen Grazer Tagung der RAG (Oktober 1938) referierte Willeke zum Thema „Sozialstruktur und Raumordnung“. Eduard Willeke gehörte der von dem Soziologen Heinz Marr geleiteten Gesellschaft für Sozialwissenschaft e.V. an (1938). Der Volkswirt Paulheinz Kohnke zählte zu Willekes Doktoranden.
Siegfried Becker berichtete über einen "heftigen Streit" zwischen Eduard Willeke und dem Marburger Volkskundler Bernhard Martin über praktische Raumforschungsarbeiten in Hessen.
Willeke zählte zu den (erfolglosen) Bewerbern in der Nachfolge des Lehrstuhls Erwin von Beckerath.
Um 1941 gehörte Eduard Willeke der „Arbeitsgemeinschaft für Sozialpolitik“ der Akademie für Deutsches Recht an.
1943 wurde Willeke an der sogenannten Reichsuniversität Straßburg Professor für Wirtschaftswissenschaft und Direktor des dortigen Staatswissenschaftlichen Seminars. Willeke leitete innerhalb des Staatswissenschaftlichen Seminars ab 1944 die Abteilung Raumforschung.
Willeke arbeitete im Auftrag des Reichsnährstandes und des Reichskommissars für die Festigung deutschen Volkstums (RKF), zuletzt im okkupierten Elsass. Darüber hinaus arbeitete er für den „Forschungsdienst, Reichsarbeitsgemeinschaften der Landwirtschaft“, der reichsweit die agrarwissenschaftliche Forschung koordinierte.
Gewalt und Vernichtung erwähnte Willeke bei seinen Betrachtungen zum „Arbeitseinsatz im Kriege“ (1942) nicht, vielmehr lobte er die Effizienz und die Schnelligkeit der deutschen Arbeitseinsatzverwaltung in Polen.

## Wissenschaftliche Karriere in der Bundesrepublik Deutschland
In der Bundesrepublik wurde Willeke nach Tätigkeiten an der Sozialforschungsstelle an der Universität Münster in Dortmund, einem Lehrauftrag an der Technischen Hochschule Stuttgart und einer Gastprofessur (1949–1953) an der Universität Tübingen im Jahr 1953 Professor für Volkswirtschaftslehre an der Wirtschaftshochschule Mannheim. In Mannheim war er geschäftsführender Direktor des Instituts für Volkswirtschaft und Direktor des Wirtschaftsarchivs.
Innerhalb der Sozialforschungsstelle zählte Willeke bereits 1947 zu jenen Wissenschaftlern (Bruno Kuske, Otto Neuloh), die Forschungsvorhaben aus der NS-Raumforschung und der NS-Bevölkerungswissenschaft (z. B. sogenannte Sozialmonographien von Städten) aufgriffen, dabei aber über einige wenige Arbeiten und ein „Entwicklungsstadium“ nicht mehr hinaus kamen – so Ulrike Kändler.
Bei einer möglichen Berufung auf den Lehrstuhl für Soziologie an der Universität Hamburg (1953) kam Eduard Willeke in die nähere Auswahl, unterlag aber dem Soziologen Helmut Schelsky.
1953 wurde Willeke „korrespondierendes Mitglied“ der Hannoveraner Akademie für Raumforschung und Landesplanung (ARL). Der Historiker Oliver Werner zählt Eduard Willeke zum Netzwerk um den ARL-Gründer Kurt Brüning, der auch der letzte "Obmann" der RAG gewesen war.
1962 wurde Willeke Mitglied des Wissenschaftlichen Beirats für Familienfragen des Bundesministeriums für Familie und Jugend. In diesem Gremium wirkten u. a. Hans Harmsen, Ludwig Neundörfer, Gerhard Wurzbacher und Elisabeth Pfeil, die alle einen mehr oder weniger engen Kontakt zur Raumforschung und/oder zur NS-Bevölkerungswissenschaft gehabt hatten.

## Ehrungen
- Schillerplakette der Stadt Mannheim (1964)

## Schriften (Auswahl)
- Der deutsche Syndikalismus, Dissertation, Münster 1923.
- Das deutsche Arbeitsnachweiswesen. Eine synthetische Darstellung des Arbeitsnachweisgesetzes in vier Tafeln, Grüner-Verlag, Berlin 1926.
- Arbeitsmarktgestaltung unter dem Einfluss der wirtschaftsräumlichen Dezentralisation. In: Jahrbücher für Nationalökonomie und Statistik, 132, 1930. Band, I, S. 543–571.
- Schichtung und Auslese der Arbeitskräfte, in: Schmollers Jahrbuch 1932.
- Von der raumgebundenen menschlichen Arbeitskraft. Eine qualitative Theorie des Arbeitsmarktes, Fischer, Jena 1937.
- (mit Erich Preiser): Die württembergische Wirtschaft als Vorbild. Die Untersuchungen der Arbeitsgruppe Ostpreußen-Württemberg. In: Jahrbücher für Nationalökonomie und Statistik 148 (1938).
- Sozialstruktur und Raumordnung. In: Raumforschung und Raumordnung 2. Jg. (1938), Heft 12, S. 492–497.
- Die soziale und wirtschaftliche Bedeutung des Halbbauerntums. In: „Neues Bauerntum“ 33. Jg. (1941), S. 296–304.
- Der Arbeitseinsatz im Kriege, Fischer, Jena 1942.
- Die volks- und sozialwirtschaftlichen Fragen des Landvolkes. In: Agrarpolitik-Betriebslehre:aktuelle Probleme, 1943 (Forschungsdienst. Sonderheft. 18), S. 43–57.
- Zur Entstehung und Problematik der Großstadt. In: Soziale Welt, 6. Jg., 1955, Heft 1.
- Die Raumforschung in volkswirtschaftlicher Sicht. In: ARL (Hrsg.): Raumforschung. 25 Jahre Raumforschung in Deutschland. Bremen 1960, S. 19–36.
- Die Wirtschaftspolitik als Gegenstand wissenschaftlicher Betrachtung. Eine grundsätzliche Stellungnahme zur Bestimmbarkeit wirtschaftspolitischer Ziele, Kohlhammer, Stuttgart 1958 (Neuauflage 1963).
- Abhandlung. Festschrift für Gerhard Albrecht. In: Jahrbücher für Nationalökonomie und Statistik 187, Heft 2, 1973.